# Lee Ae-ran
Lee Ae-ran (Pyongyang, 1964) és una activista pels drets humans. Després que els seus avis desertessin de Corea del Sud, ella i la seva família van ser enviades a un campament de treball de Corea del Nord. Va ser empresonada durant vuit anys. L'any 1997, va fugir cap a Corea del Sud després que un familiar publiqués unes memòries en què declarava que el pare de Lee havia estat implicat en el moviment contra el règim.
L'any 2005, va fundar el Programa de Beques de Lideratge Global, que concedeix beques a estudiants nord-coreans per aprendre anglès. Al 2008, va esdevenir la primera desertora nord-coreana candidata a entrar a l'Assemblea Nacional. L'any 2009, Lee es va convertir en la primera desertora nord-coreana amb un doctorat, que va guanyar a la Ewha Womans Universitat en nutrició i alimentació. En aquell mateix any, va fundar l'Organització de Dones Hana Defector, una ONG que dona a les dones nord-coreanes que viuen a Corea del Sud formació laboral, atenció infantil, suport educatiu i formació en drets humans.
Amb data de 2012 s'encarrega de l'Institut de Gastronomia Tradicional de Corea del Nord, que dona formació vocacional a desertors nord-coreans i intenta acostar les dues Corees ensenyant cultura alimentària de Pyongyang. També l'any 2012, Lee va far una vaga de fam de 18 dies davant de l'ambaixada xinesa, contra la repatriació de refugiades nord-coreanes a la Xina.
Va rebre, l'any 2010, el Premi Internacional Dona Coratge.